# Salone nautico di Venezia
Il Salone nautico internazionale di Venezia, detto anche Festival del mare è un'esposizione annuale della nautica da diporto che si tiene a Venezia nel mese di giugno presso l'Arsenale di Venezia.
Si è tenuta per la prima volta nel 2002 e, partendo da una dimensione locale di mercato, ha raggiunto in poche edizioni un rango nazionale ed internazionale, ampliandosi costantemente.
Precedentemente la manifestazione aveva luogo negli spazi a terra di circa 150.000 m2 della stazione marittima ed intorno al suo bacino acqueo di 136.000 m2.
Nel 2011 il percorso espositivo del Salone nautico di Venezia è stato allestito all'interno del parco San Giuliano di Mestre. Anche per il 2012 è stata riconfermata come sede dell'evento il parco San Giuliano e la manifestazione ha avuto luogo in due distinti fine settimana: dal 13 al 15 e dal 20 al 22 aprile.
Nel 2019 dopo anni di assenza il Salone è stato organizzato nell'antico Arsenale di Venezia nel mese di giugno: dal 18 al 23.

## Salone Nautico 2019
Nel 2019 il Salone Nautico ritorna a Venezia dopo anni di assenza. Quest'anno la sede dell'evento è stata l'Arsenale di Venezia. Al Salone erano presenti circa 50 yacht e oltre 100 espositori per servizi della nautica. Sono stati inoltre mostrati in anteprima mondiale degli yacht del Gruppo Ferretti.
Durante il Salone è stato anche possibile visitare l'installazione, montata in occasione della Biennale, dell'artista Lorenzo Quinn dal titolo "Building Bridges".

## Salone Nautico 2021
Dopo l’annullamento del Salone nel 2020, a causa della Pandemia di COVID-19, nel 2021 ritorna nella stessa sede del 2019, l’Arsenale di Venezia, dal 29 maggio al 6 giugno. I visitatori hanno potuto ammirare più di 220 barche di oltre 160 espositori e partecipare a numerosi eventi e conferenze con tematiche riguardanti la nautica, l’ambiente, la sostenibilità e non solo. Il 29 maggio si è tenuta la cerimonia d’apertura con la presenza di alte cariche dello Stato politiche e militari, tra cui il Presidente del Senato Maria Elisabetta Alberti Casellati al termine della quale è avvenuto il sorvolo da parte della Pattuglia Acrobatica Nazionale dell’Aeronautica Militare (Italia) dell’Arsenale e della Città in occasione dei festeggiamenti dei 1600 anni della fondazione di Venezia.

## Salone Nautico 2022
La terza edizione del Salone Nautico di Venezia si è svolta presso l'Arsenale di Venezia dal 28 maggio al 5 giugno 2022.
Durante i nove giorni di manifestazione, gli spazi dell'antico Arsenale hanno accolto  più di 30mila visitatori. 
300 imbarcazioni, di cui 240 in acqua, per una lunghezza totale di 2,7 chilometri, 200 espositori, oltre 2000 operatori, 500 persone nello staff, 402 giornalisti accreditati, oltre 50 eventi culturali e di approfondimento tra convegni e talk show, la maggior parte dei quali dedicati al tema della sostenibilità, alla salute del mare e alle nuove propulsioni elettriche e ibride.

## Salone Nautico 2023
La quarta edizione del Salone Nautico di Venezia si è svolta presso l'Arsenale di Venezia dal 31 maggio al 4 giugno 2023.
La manifestazione – realizzata da Vela spa per conto del Comune di Venezia e in collaborazione con la Marina Militare Italiana, è stata aperta ufficialmente mercoledì 31 maggio 2023 dal presidente del Senato Ignazio La Russa, con il vicepremier e ministro dei Trasporti e delle Infrastrutture Matteo Salvini, il presidente del CNEL – Consiglio Nazionale dell’Economia e del Lavoro –  Renato Brunetta, il presidente della Regione Veneto Luca Zaia, l’ammiraglio Enrico Credendino Capo di Stato Maggiore della Marina Militare e Matteo Zoppas, presidente di ICE Agenzia, accolti dal Sindaco di Venezia Luigi Brugnaro. 

## Salone Nautico 2024
La quinta edizione del Salone Nautico di Venezia si è svolta presso l'Arsenale di Venezia dal 29 maggio al 2 giugno 2024.
Oltre 300 barche, di cui 240 in acqua, hanno attraccato lungo le banchine della Darsena Grande e i pontili dedicati, con uno sviluppo di 1.100 metri. Un filo rosso ha legato le cinque giornate della fiera veneziana: l’attenzione alla sostenibilità sia per quanto riguarda l’uso dei materiali sia per quanto riguarda i sistemi di propulsione, tra elettrico, ibrido e a idrogeno. 

## Salone Nautico 2025
La sesta edizione del Salone Nautico di Venezia si è svolta presso l'Arsenale di Venezia dal 29 maggio al 2 giugno 2025.

## Salone Nautico 2026
La settima edizione del Salone Nautico di Venezia si svolgerà presso l'Arsenale di Venezia dal 27 maggio al 31 maggio 2026

## Galleria d'immagini

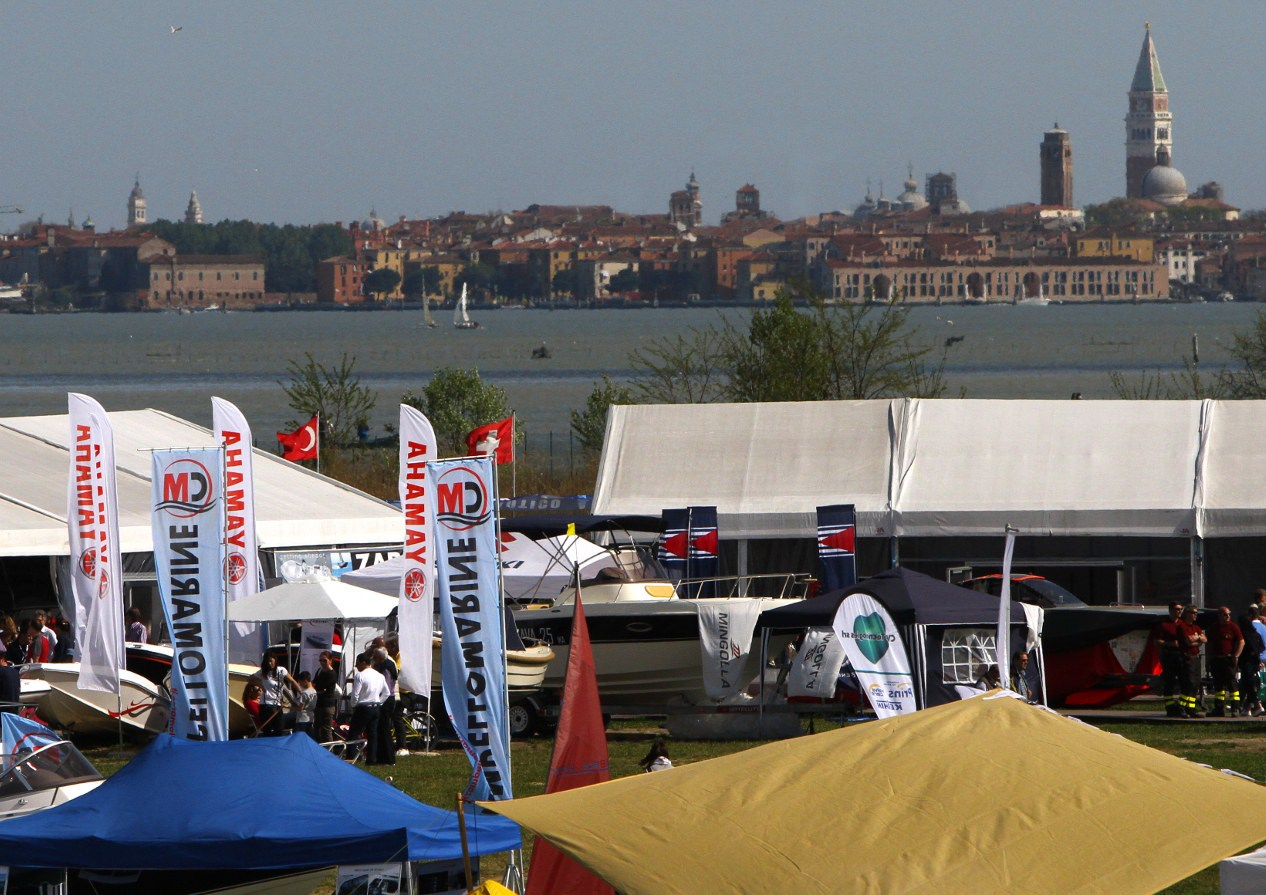
Salone nautico di Venezia (2011)
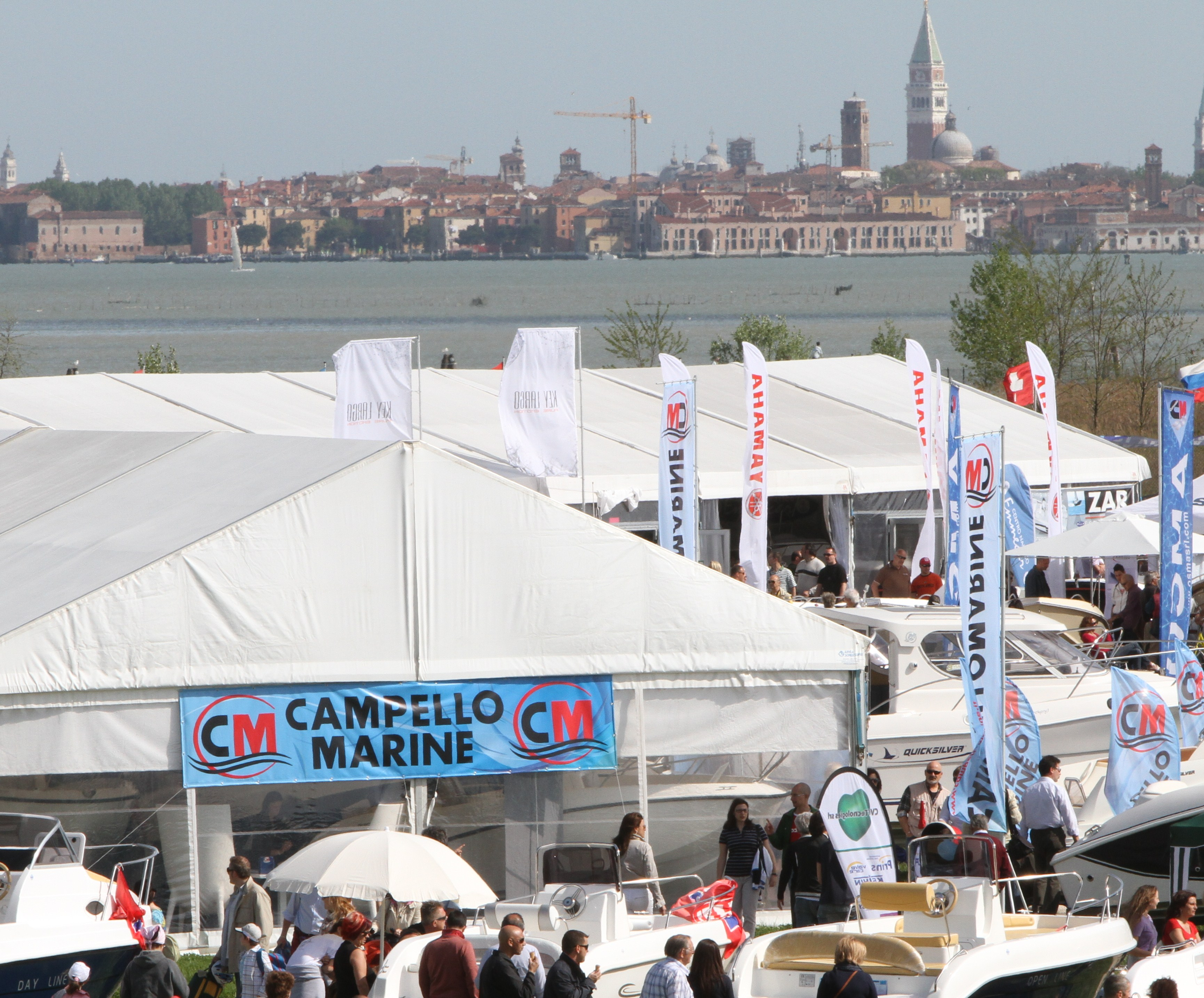
Salone nautico di Venezia (2011)
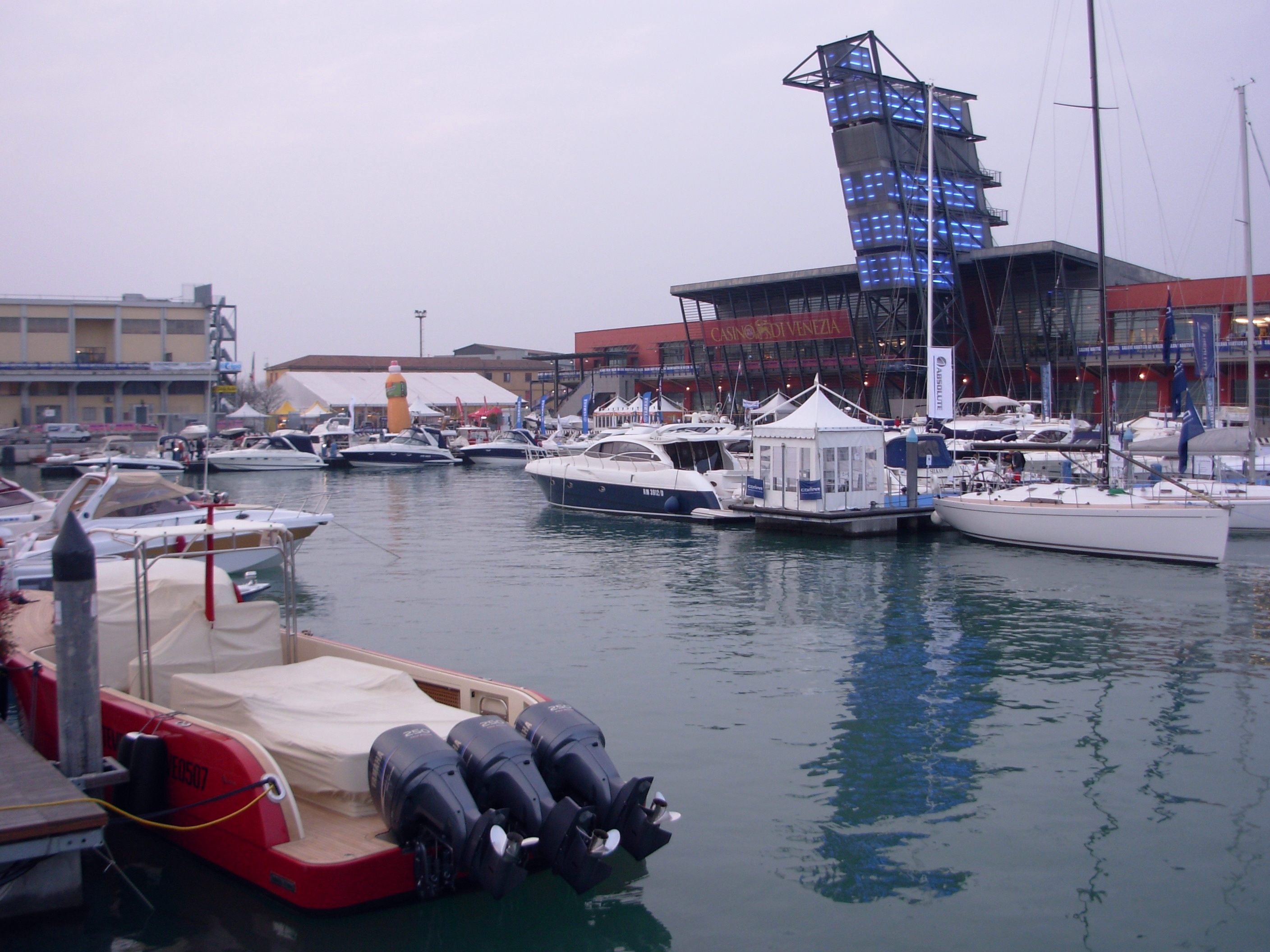
Esposizione (2010)
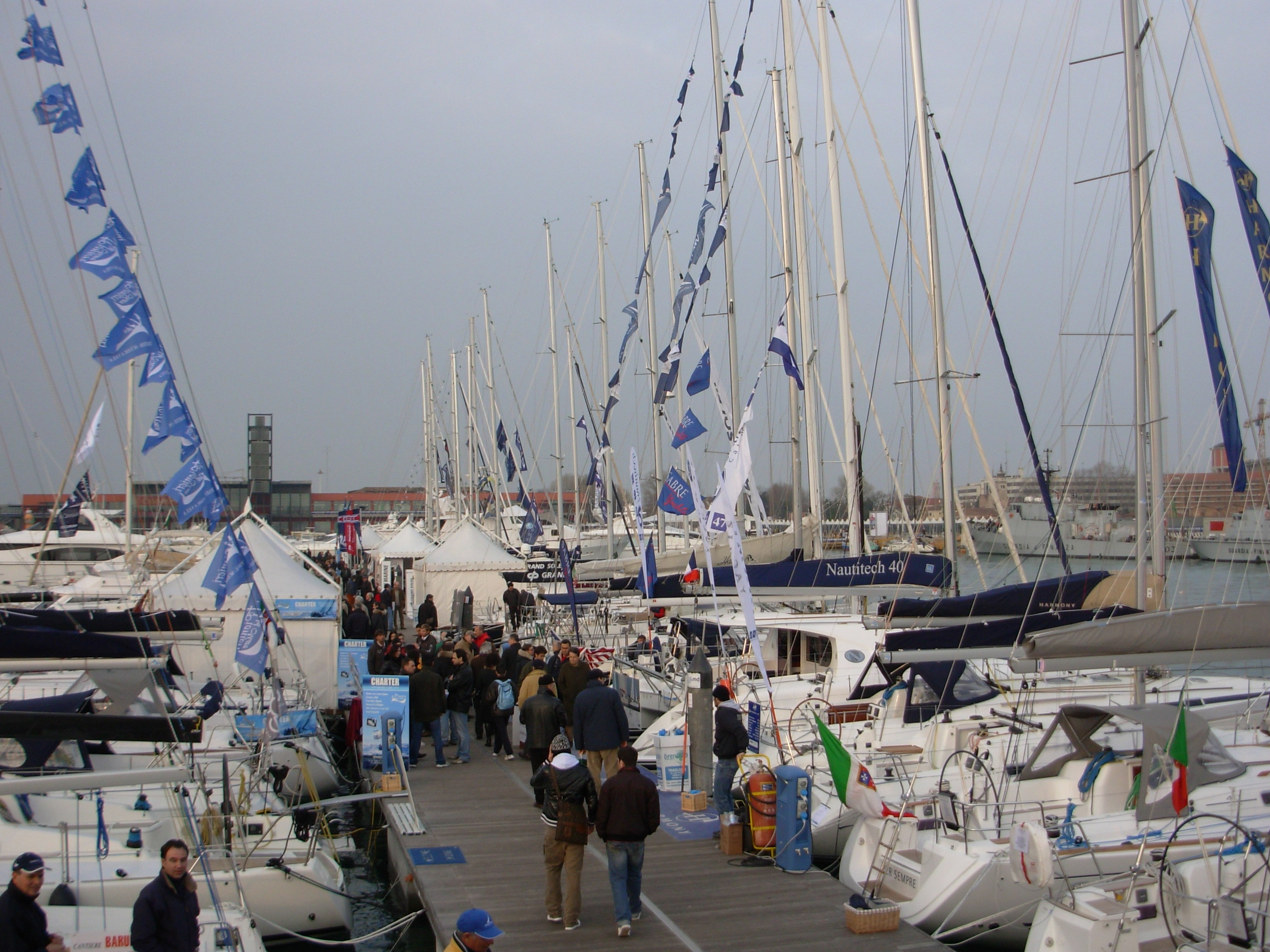
Esposizione (2010)
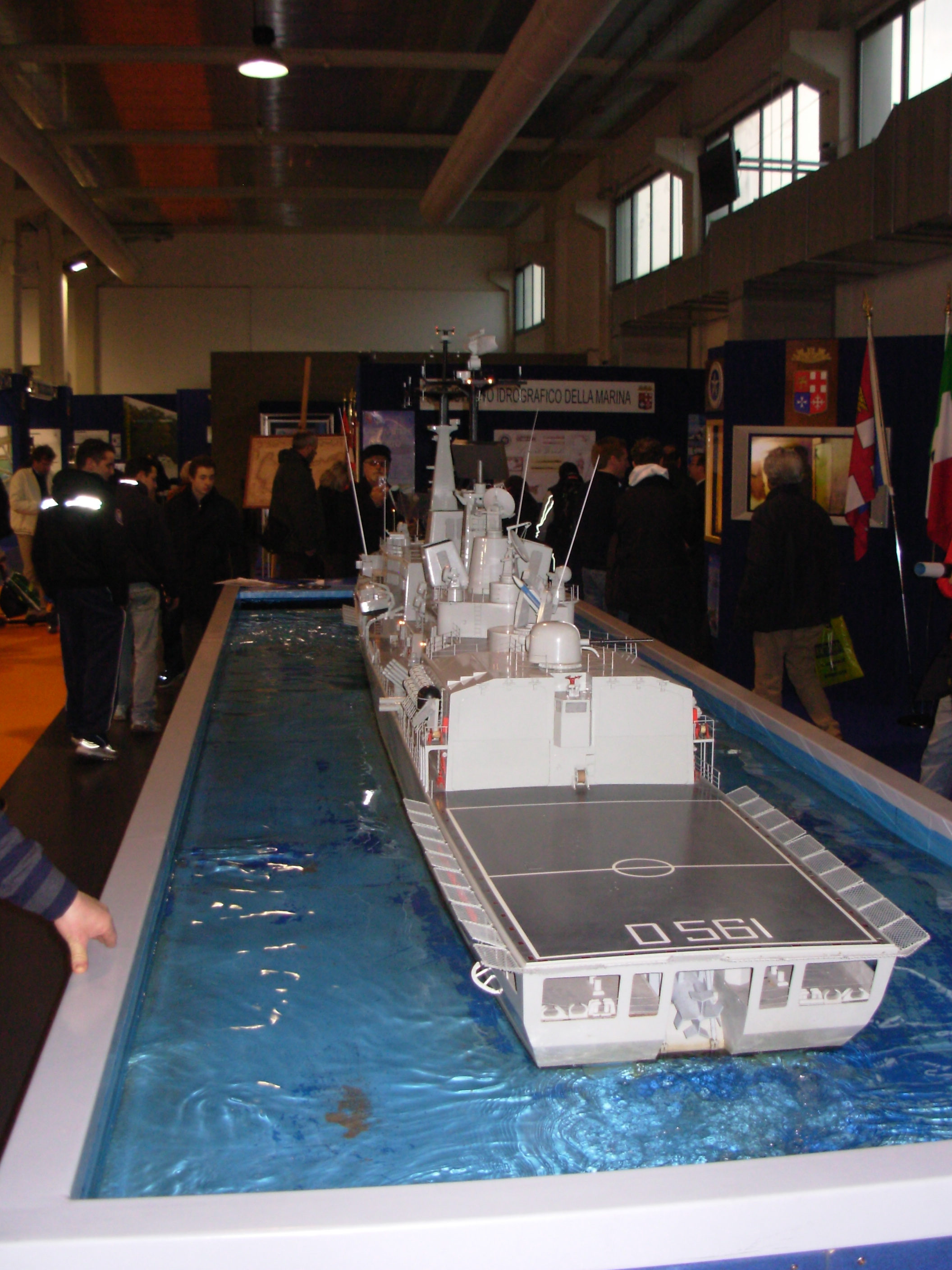
Modello della Francesco Mimbelli (D 561) della Marina Militare Italiana
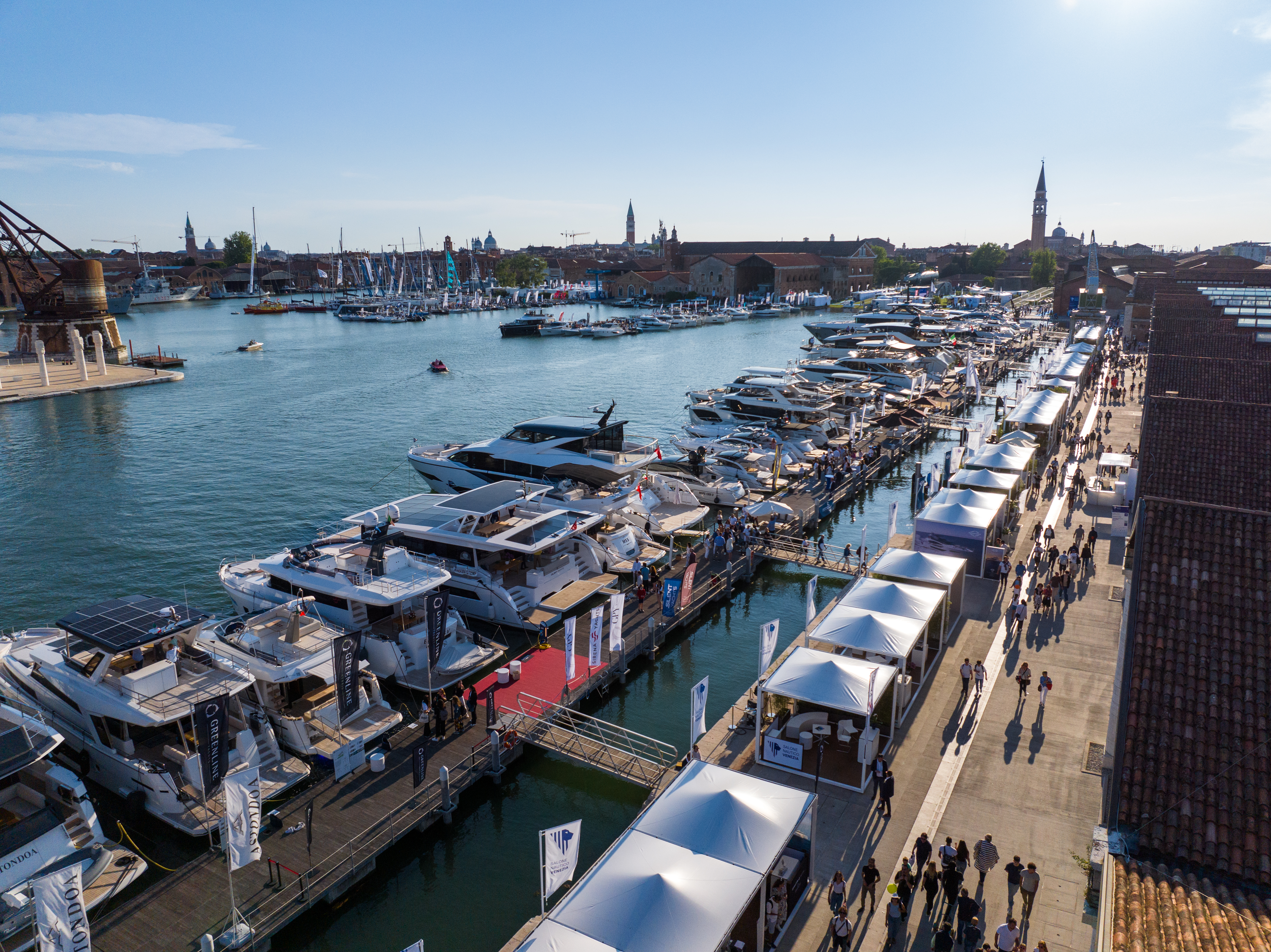
Salone Nautico di Venezia (2024)